# Iplex
Iplex.pl – polski internetowy serwis VOD (ang. video on demand – wideo na życzenie) istniejący od 2008 do 2015 roku i oferujący dostęp do seriali oraz filmów z różnych kategorii tematycznych. Serwis dostępny był w internecie przez przeglądarkę www po zainstalowaniu dodatkowej wtyczki. Aplikacja iplex.pl była dostępna również w telewizorach na platformach Smart TV firm Panasonic Viera Cast/Viera Connect, Samsung Smart TV, Toshiba Places oraz w STB Telewizji kablowej Toya.
W lutym 2010 roku iplex.pl jako pierwszy portal zaoferował polskim internautom usługi VOD za darmo, utrzymując się z reklam. Natomiast w lipcu 2011 roku udostępniono płatną usługę premium – iplex plus.
Według różnych statystyk serwis odwiedzało miesięcznie od 260 do 920 tysięcy użytkowników. Wynik ten plasował go w pierwszej piątce serwisów tego typu w Polsce pod względem popularności.
W 2010 roku iplex.pl został uznany przez miesięcznik Press (nr 9/10) za najlepiej oceniany serwis VOD na polskim rynku. W 2010 roku udziałowcem spółki IPLEX został Warsaw Equity Holding Sp. z o.o.
W styczniu 2015 roku właściciel serwisu ogłosił upadłość.